# Liste der Kulturgüter in Erlenbach ZH
Die Liste der Kulturgüter in Erlenbach ZH enthält alle Objekte in der Gemeinde Erlenbach im Kanton Zürich, die gemäss der Haager Konvention zum Schutz von Kulturgut bei bewaffneten Konflikten, dem Bundesgesetz vom 20. Juni 2014 über den Schutz der Kulturgüter bei bewaffneten Konflikten sowie der Verordnung vom 29. Oktober 2014 über den Schutz der Kulturgüter bei bewaffneten Konflikten unter Schutz stehen.
Objekte der Kategorien A und B sind vollständig in der Liste enthalten, Objekte der Kategorie C fehlen zurzeit (Stand: 1. Januar 2022). Unter übrige Baudenkmäler sind weitere geschützte Objekte zu finden, die im Verzeichnis der Objekte von überkommunaler Bedeutung der kantonalen Denkmalpflege zu finden und nicht bereits in der Liste der Kulturgüter enthalten sind.

## Kulturgüter
| Foto |                                                                         | Objekt                                                                            | Kat. | Typ | Standort                                    | Beschreibung                                                        |
| ---- | ----------------------------------------------------------------------- | --------------------------------------------------------------------------------- | ---- | --- | ------------------------------------------- | ------------------------------------------------------------------- |
| BW   | Datei hochladen · Wikidata zu Seeufersiedlung Winkel (Q14545548)        | Erlenbach-Winkel, neolithische Seeufersiedlung KGS-Nr.: 12551                     | A    | F   | 687551 / 239125                             | Teil des UNESCO-Welterbes «Prähistorische Pfahlbauten um die Alpen» |
| ja   | Datei hochladen · Wikidata zu Reformierte Kirche Erlenbach (Q15931959)  | Reformierte Kirche KGS-Nr.: 10374                                                 | A    | G   | Seestrasse 86a 687187 / 239671              |                                                                     |
| ja   | Datei hochladen · Wikidata zu Landsitz Mariahalde (1770) (Q29932593)    | Landsitz Mariahalde mit Waschhaus, Gartenanlage, Brunnen und Grotte KGS-Nr.: 7450 | B    | G   | Mariahaldenstrasse 16, 16.2 687767 / 238890 |                                                                     |
| BW   | Datei hochladen · Wikidata zu Seeufersiedlung Widen (Q29932595)         | Widen, neolithische Seeufersiedlung KGS-Nr.: 12552                                | B    | F   | 686921 / 240070                             |                                                                     |
| ja   | Datei hochladen · Wikidata zu Landhaus Erlengut mit Brunnen (Q29932589) | Landhaus Erlengut mit Brunnen KGS-Nr.: 12553                                      | B    | G   | Erlengutstrasse 1a 687356 / 239667          |                                                                     |
| ja   | Datei hochladen · Wikidata zu Landhaus Turmgut mit Rebturm (Q29932592)  | Landhaus Turmgut mit Rebturm KGS-Nr.: 12554                                       | B    | G   | Schulhausstrasse 60, 60.1 687556 / 239580   |                                                                     |

## Übrige Baudenkmäler
| ID              | Foto |                 | Objekt                                                       | Kat.    | Typ | Standort                                          | Beschreibung |
| --------------- | ---- | --------------- | ------------------------------------------------------------ | ------- | --- | ------------------------------------------------- | ------------ |
| 15100002        |      | Datei hochladen | Weinbauernhaus Pflugstein                                    | C       | G   | Pflugsteinstrasse 71 688454 / 239120              |              |
| 15100094        |      | Datei hochladen | Landsitz Mariahalde, ehemalige Trotte (in Neubau integriert) | B kant. | G   | bei Mariahaldenstrasse 16 687772 / 238780         |              |
| 15100096        |      | Datei hochladen | Landsitz Mariahalde, Waschhaus                               | B kant. | G   | bei Mariahaldenstrasse 16 687774 / 238850         |              |
| 15100153        |      | Datei hochladen | Landhaus Schönegg, ehemalige Trotte                          | B reg.  | G   | bei Schulhausstrasse 48 687429 / 239670           |              |
| 15100157        | ja   | Datei hochladen | Landhaus Schönegg                                            | B reg.  | G   | Schulhausstrasse 48 687390 / 239677               |              |
| 15100212        | ja   | Datei hochladen | Ammannsitz des Klosters Einsiedeln (Hotel Schönau)           | B reg.  | G   | Schiffländestrasse 1 687024 / 239782              |              |
| 15100228        |      | Datei hochladen | Doppelwohnhaus, Hausteil 2                                   | C       | G   | Im Unterdorf 1 687065 / 239816                    |              |
| 15100271        | ja   | Datei hochladen | Wunderlihaus, Hausteil 1+2                                   | B reg.  | G   | Seestrasse 8 686916 / 240239                      |              |
| 15100310        | ja   | Datei hochladen | Wohnhaus Friedau                                             | B reg.  | G   | Bahnhofstrasse 1 687159 / 239824                  |              |
| 15100344        |      | Datei hochladen | Ehemalige Mühle                                              | C       | G   | Weinbergstrasse 2 687313 / 239788                 |              |
| 15100498        |      | Datei hochladen | Landhaus Gerenhof, Wohnhaus                                  | B reg.  | G   | Seestrasse 92 687270 / 239503                     |              |
| 15100499        |      | Datei hochladen | Landhaus Gerenhof, Gärtnerhaus                               | B reg.  | G   | Seestrasse 90 687282 / 239537                     |              |
| 15100500        |      | Datei hochladen | Landhaus Gerenhof, Bootshaus                                 | B reg.  | G   | bei Seestrasse 92 687258 / 239454                 |              |
| 15100710        |      | Datei hochladen | Landhaus Föhrenburg                                          | B reg.  | G   | Chapfstrasse 15 / Forchstrasse 44 688640 / 240102 |              |
| 15100713        |      | Datei hochladen | Wohnhaus F.                                                  | B reg.  | G   | Kappelistrasse 20 688254 / 239954                 |              |
| 151BRUNNEN00009 | ja   | Datei hochladen | Landsitz Mariahalde, Privatbrunnen                           | B kant. | K   | bei Mariahaldenstrasse 16 687787 / 238871         |              |
| 151BRUNNEN00010 | ja   | Datei hochladen | Landsitz Mariahalde, Privatbrunnen Mariahalde                | B kant. | G   | bei Mariahaldenstrasse 16 687796 / 238924         |              |
| 151BRUNNEN00011 |      | Datei hochladen | Landsitz Mariahalde, Privatbrunnen Mariahalde                | B kant. | G   | bei Mariahaldenstrasse 16 687761 / 238839         |              |
| 151BRUNNEN00160 |      | Datei hochladen | Landhaus Erlengut, Brunnen                                   | B reg.  | K   | Erlengutstrasse 1 bei 687364 / 239677             |              |
| 151PARK00001    |      | Datei hochladen | Landsitz Mariahalde, Gartenanlage                            | B kant. | G   | bei Mariahaldenstrasse 16 687738 / 238876         |              |
| 151PARK00002    | ja   | Datei hochladen | Landsitz Mariahalde, Gartenportal (1770), Haupteingang       | B kant. | G   | bei Mariahaldenstrasse 16 687711 / 238863         |              |
| 151PARK00003    |      | Datei hochladen | Landsitz Mariahalde, Gartenportal (1770), Nebeneingang       | B kant. | G   | bei Mariahaldenstrasse 16 687714 / 238923         |              |
| 151PARK00004    |      | Datei hochladen | Landsitz Mariahalde, Parkgrotte mit Brunnen                  | B kant. | G   | bei Mariahaldenstrasse 16 687717 / 238865         |              |

Legende: Im Wesentlichen siehe Legende der Liste der Kulturgüter von nationaler und regionaler Bedeutung, mit folgenden Ausnahmen:
- Anstelle der KGS-Nummer wird als Objekt-Identifikator (ID) die Inventarnummer im Verzeichnis der Objekte von überkommunaler Bedeutung des kantonalen Denkmalschutzamtes verwendet.
- Bei den Kategorien wird wie folgt unterschieden: B kant. = Objekt von kantonaler Bedeutung (Kanton Zürich); B reg. = Objekt von regionaler Bedeutung (Kanton Zürich).